# Arthur Asa Berger
Pour les articles homonymes, voir Berger (homonymie).
Arthur Asa Berger (né en 1933) est un universitaire américain et professeur émérite d'arts audiovisuels et de communications électroniques à l'Université d'État de San Francisco,

## Biographie
Bien qu'il soit issu d'une famille juive, il a fréquenté une école catholique, où il a été enseigné principalement par des professeurs catholiques du Boston College ou College of the Holy Cross (Worcester). En grandissant, Berger s'est intéressé à l'écriture et au dessin. Au début des années 1950, il a commencé à étudier la littérature et la philosophie à l'Université du Massachusetts, obtenant en 1954 un B.A. Il est ensuite allé à l'école doctorale pour étudier le journalisme, croyant que cela, avec sa passion pour l'écriture, l'aiderait à trouver du travail et à poursuivre une carrière intéressante plus tard. À l'été 1954, il a été accepté pour étudier le journalisme à l'Université de Californie, l'École de journalisme de Berkeley. Cependant, il a décidé de transférer à l'Université de l'Iowa, où il a pu travailler avec des écrivains tels que Marguerite Young ainsi que prendre des cours de philosophie avec Gustav Bergmann du Cercle de Vienne. À l'été 1956, 11 jours seulement après que Berger a obtenu sa maîtrise, il a été enrôlé dans l'armée et y a servi jusqu'en 1958. En 1958, après sa libération de l'armée, Berger a voyagé à travers l'Europe avant de s'inscrire à un programme de doctorat en études américaines à l'Université du Minnesota.
Après avoir terminé son doctorat, il a postulé à divers postes universitaires et a finalement obtenu une chaire au département des arts de la diffusion et de la communication électronique à l'Université d'État de San Francisco, où il a enseigné, entre autres, des cours de discours critique et d'analyse des médias.
Au cours de sa carrière, Berger a publié plus de 130 articles et plus de 70 livres. Il s'agit notamment de livres sur l'analyse de la bande dessinée, de la télévision, de la publicité et des objets du quotidien, ainsi que de manuels déguisés en histoires de crime. Il a également écrit des guides de voyage pour l'Asie du Sud-Est. Il a passé 1963-1964 à l'Université de Milan en tant que boursier Fulbright et, en tant que spécialiste principal Fulbright, il a enseigné dans plusieurs universités de nombreux pays, comme l'Argentine et la Chine.